# Eternal...
《Eternal...》為日本音樂團體EXILE（放浪兄弟）的第11張單曲。2003年11月12日於日本發行。

## 概要
- 4週連續單曲發售的第2彈。
- 是ATSUSHI於次於單曲負責作詞。
- 據說這首歌是ATSUSHI以高中時代的好友為藍本而寫成。
- 這首歌與前周銷售的《Choo Choo TRAIN》的PV內容是連接的。
- PV內容是描繪曾經失去了如家族、戀人、寵物。另外，於這首歌的PV的最後出來跳舞的男性是MATSU。
- 間奏的口琴部份由SHUN負責。
- 封面照的外景拍攝地是位於法國巴黎香榭麗舍大道的西端，戴高樂廣場的巴黎凱旋門附近。

## 發行版本
- CD

## 收錄歌曲
1. Eternal…[5:31]
  - 作詞：ATSUSHI / 作曲：山口寛雄 / 編曲：h-wonder
2. Eternal…（Acoustic version）[3:40]
  - 作詞：ATSUSHI / 作曲：山口寛雄 / 編曲：岩戸崇

與標題曲的版本有差異。
3. Eternal…（Instrumental）

## 收錄專輯
- EXILE ENTERTAINMENT（#1）
- PERFECT BEST（#1）
  - SELECT BEST（#1）

## 備註
1. 1 2  . Oricon. 2003  [2013-01-12]. （原始内容存档于2013-05-13） （日语）.